# Осиновка (ліва притока Сіви, Частинський район)
Оси́новка (рос. Осиновка) — річка у Пермському краї (Частинський район, Великососновський район), Росія, ліва притока Сіви.
Річка починається на північно західній околиці села Малі Гори Частинського району. Течія спрямована на північний захід, лише в середній ділянці — на північ. Впадає до Сіви навпроти колишнього села Березово.
У верхній течії пересихає, русло нешироке, в пригирловій ділянці заболочене. Береги місцями заліснені, долина вузька. Приймає декілька дрібних приток. Збудовано декілька мостів.
Над річкою розташовані лише колишні села Кудрята та Вавілово Великососновського району.